# Cratere Webb
Webb è un cratere lunare intitolato all'astronomo britannico Thomas William Webb; è situato nei pressi del bordo orientale del Mare Fecunditatis, vicino all'equatore, tra il cratere Langrenus e il cratere Maclaurin.
L'interno del cratere è relativamente oscuro rispetto alle pareti interne, e al centro si trova una piccola collina, derivata dal picco centrale. Una vasta raggiera si è sviluppata dal cratere, soprattutto verso nord.

## Crateri correlati
Alcuni crateri minori situati in prossimità di Webb sono convenzionalmente identificati, sulle mappe lunari, attraverso una lettera associata al nome.
| Webb | Latitudine | Longitudine | Diametro |
| ---- | ---------- | ----------- | -------- |
| B    | 0,8° S     | 58,4° E     | 6 km     |
| C    | 0,3° N     | 63,8° E     | 34 km    |
| D    | 2,3° S     | 57,6° E     | 7 km     |
| E    | 1,0° N     | 61,1° E     | 7 km     |
| F    | 1,5° N     | 61,0° E     | 9 km     |
| G    | 1,7° N     | 61,2° E     | 9 km     |
| H    | 2,1° S     | 59,5° E     | 10 km    |
| J    | 0,6° S     | 64,0° E     | 24 km    |
| K    | 0,7° S     | 62,9° E     | 21 km    |
| L    | 0,1° N     | 62,7° E     | 7 km     |
| M    | 0,2° S     | 63,8° E     | 5 km     |
| N    | 0,3° S     | 63,6° E     | 4 km     |
| P    | 2,3° S     | 57,8 E      | 36 km    |
| Q    | 1,0° S     | 61,2° E     | 5 km     |
| U    | 1,8° N     | 56,3° E     | 6 km     |
| W    | 3,0° N     | 58,2° E     | 8 km     |
| X    | 3,2° N     | 58,3° E     | 8 km     |

I seguenti crateri sono stati rinominati dall'IAU.
- Webb R — (vedi cratere Condon).